# Усть-Каменка (Залісовський округ)
Усть-Ка́менка (рос. Усть-Каменка) — селище у складі Залісовського округу Алтайського краю, Росія.

## Населення
Населення — 14 осіб (2010; 30 у 2002).
Національний склад (станом на 2002 рік):
- росіяни — 90 %